# بعل (دیو)

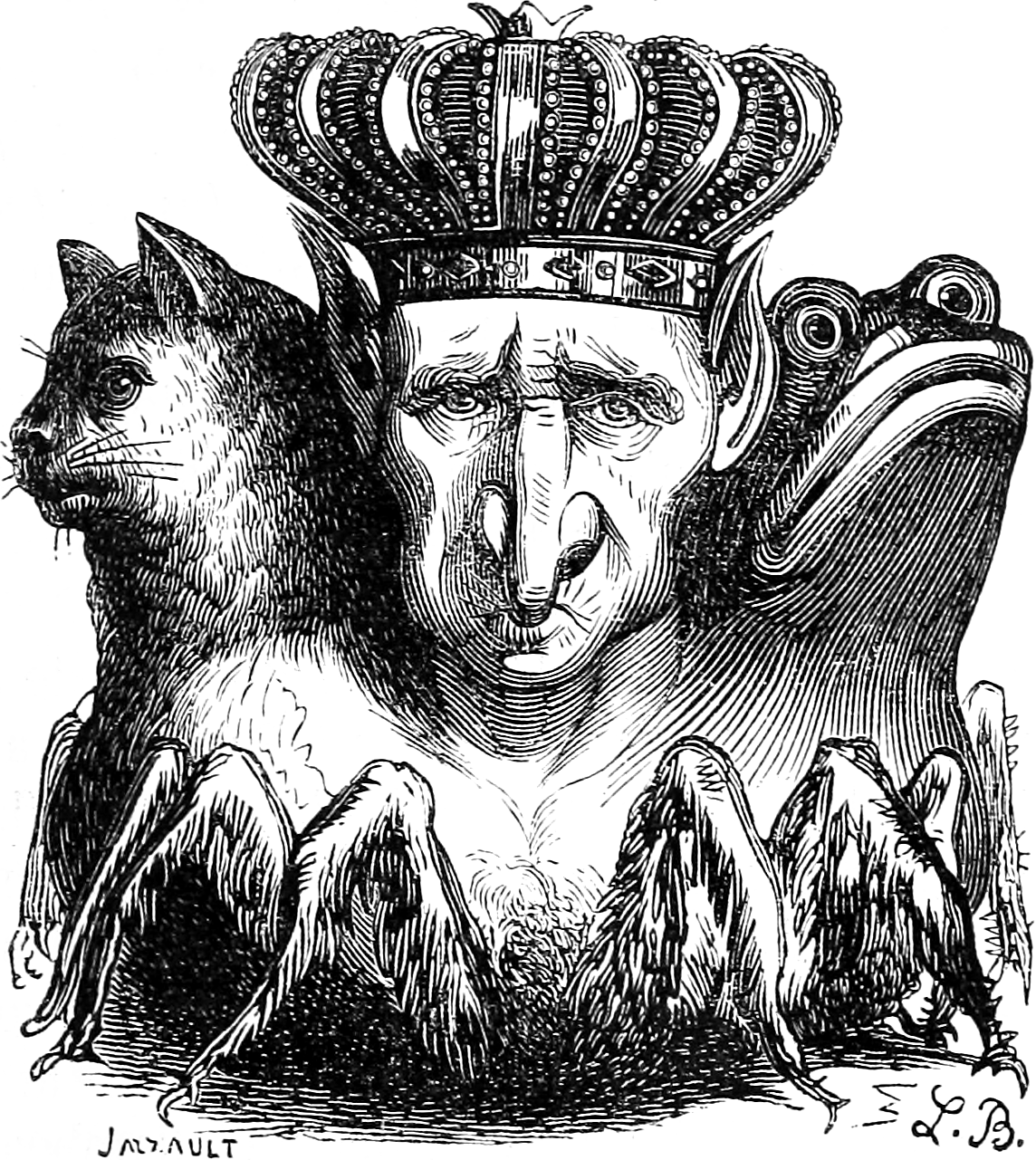

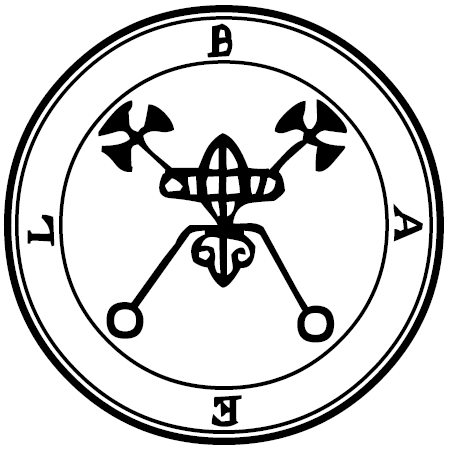
سیگیل بعل در کلید کوچکتر سلیمان

بعل شیطانی است که در کتب جادوی اهریمنی مانند کلید کوچکتر سلیمان به آن اشاره شده است. او به عنوان پادشاهی با صدای خشن توصیف می‌شود که می‌تواند مردان را نامرئی کند و بر شصت و شش لژیون شیاطین حکم‌رانی می‌کند. کلید کوچکتر سلیمان او را به شکل ترکیبی از یک گربه، وزغ و انسان توصیف می‌کند.

## در فرهنگ عامه
- بعل به عنوان یک ضدقهرمان در مجموعه رمان‌های آلمانی قدیمی Geisterjäger John Sinclair ظاهر می‌شود. رمان‌ها و درام‌های رادیویی نویسنده جیسون دارک، بعل را به‌عنوان یکی از دیوهای بزرگ به همراه آستاروث، اورینوم و آمدوسیاس به تصویر می‌کشند.[۱]
- در انیمه ربات‌های جنگجوی گاندام: یتیم‌های خون آهنین، یک ربات با نام «ASW-G-01 گاندام بعل» شناخته می‌شود.[۲][۳]
- الکترو آرکنت سابق (ماکوتو) در گنشین ایمپکت نیز با نام بعل شناخته می‌شود. اکنون الکترو آرکنت فعلی (ریدن ای)، یا بعل‌الذباب، از نام «بعل» برای پنهان کردن خود استفاده می‌کند.[۴]
- بعل شیطانی است که پدر لوکاس تروانت (با بازی آنتونی هاپکینز) را در فیلم تشریفات مذهبی تسخیر کرده است.
- در کارتون اینازوما ایلون یک بازیکن با نام بعل به شیطانی به همین نام اشاره دارد.[۵][۶]
- بعل ضدقهرمان برجسته در دیابلو ۲: ارباب کشتار، توسعه سال ۲۰۰۱ به فرنچایز موفق بلیزارد انترتینمنت " دیابلو " بود.
- بعل یک شیطان رده بالا و یکی از ضدقهرمان‌های اصلی انیمه و مانگای ژاپنی به مدرسه شیاطین خوش اومدی ایروما! است.
- بعل دومین فرمانده جهنم در سریال درام کره ای ۲۰۲۴ قاضی جهنمی است که توسط بازیگر شین سونگ روک به تصویر کشیده شده است.